# 좌남수
좌남수(左楠守, 1949년 10월 10일, 제주특별자치도 제주시 한경면  ~ )은 대한민국의 제8·9·10·11대 제주특별자치도의원이다.

## 학력
- 제주신창중학교
- 제주상업고등학교 졸업

## 경력
- 1992.11 ~ 2004.10 한국노동조합총연맹 제주도 지역본부 의장
- 민주평화통일자문회의 자문위원
- 제주사회복지공동모금회 부회장
- 제주씨그랜트사업단 자문위원
- 제주도 경제살리기 대책위원회 위원
- 제주도 물가대책위원회 위원
- 제주도 노사정협의회 위원
- 제주특별법 제도개선 및 토지정책 특별위원장
- 제주특별자치도 지방노동위원회 공익위원
- 2006.07 ~ 2010.06 제8대 제주특별자치도의회 의원
- 2006.07 ~ 2008.07 제8대 제주특별자치도의회 전반기 지식산업위원회 간사
- 2006.07 ~ 2008.07 제8대 제주특별자치도의회 전반기 농수축지식산업위원회 위원
- 2008.07 ~ 2010.06 제8대 제주특별자치도의회 후반기 지식산업위원회 간사
- 2008.07 ~ 2010.06 제8대 제주특별자치도의회 후반기 농수축지식산업위원회 위원
- 2010.07 ~ 2011.06 제9대 제주특별자치도의회 의원
- 2010.07 ~ 2011.06 제9대 제주특별자치도의회 전반기 농수축지식산업위원회 위원장
- 2014.07 ~ 2018.06 제10대 제주특별자치도의회 의원
- 2014.07 ~ 2016.07 제10대 제주특별자치도의회 전반기 예산결산특별위원회 위원장
- 2016.07 ~ 2018.06 제10대 제주특별자치도의회 후반기 농수축경제위원회 위원
- 2018.07 ~ 2022.06 제11대 제주특별자치도의회 의원
- 2018.07 ~ 2020.07 제11대 제주특별자치도의회 전반기 행정자치위원회 위원
- 2020.07 ~ 2022.06 제11대 제주특별자치도의회 후반기 의장
- 2020.09 ~ 2021.09 제17대 전국시도의회의장협의회 전반기 부회장

## 역대 선거 결과
|  | 38.30% |

|  | 24.9% |

|  | 26.60% |

|  | 57.57% |

|  | 57.81% |

|  | 0% |